# 范富國 (商人)
范富國（1968年4月3日—）是一位越南社會主義共和國的商人，廣治省出身，越南共產黨黨員，曾任第十四屆越南國會代表。
他於2020年8月被半岛电视台揭發利用大筆金錢入籍賽普勒斯，違背公職人員不得擁有雙重國籍的越南社會主義共和國之法律，同年11月3日的越南國會代表席位被罷免。